# 圣维克托代皮讷
圣维克托代皮讷（法語：Saint-Victor-d'Épine，法語發音：[sɛ̃ viktɔʁ depin]）是法国厄尔省的一个市镇，属于贝尔奈区。

## 地理
圣维克托代皮讷（49°12'34"N, 0°36'24"E）面积7.89 平方千米，位于法国诺曼底大区厄尔省，该省份为法国北部内陆省份，北起滨海塞纳省，西接奧恩省和卡爾瓦多斯省，南至厄尔-卢瓦省，东临瓦兹省、瓦兹河谷省和伊夫林省。
与圣维克托代皮讷接壤的市镇（或旧市镇、城区）包括：勒梅尼勒圣让。

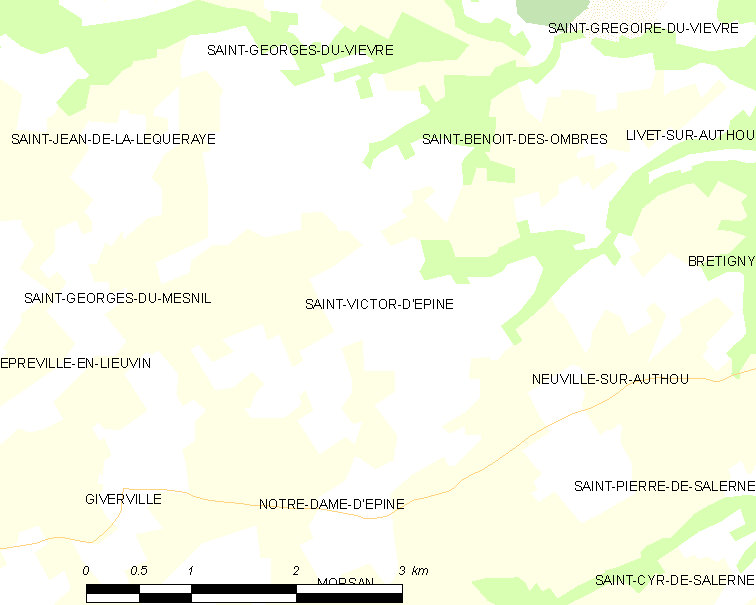
圣维克托代皮讷的OSM定位图

圣维克托代皮讷的时区为UTC+01:00、UTC+02:00（夏令时）。

## 行政
圣维克托代皮讷的邮政编码为27800，INSEE市镇编码为27609。

## 政治
圣维克托代皮讷所属的省级选区为布里奥讷县。

## 人口

1962-2008年间圣维克托代皮讷人口变化图示

圣维克托代皮讷于2022年1月1日时的人口数量为337人。